# Mistrovství Evropy juniorů v plavání 2012
Mistrovství Evropy juniorů v plavání 2012 proběhlo od 4. do 8. července 2012 v belgických Antverpách. Na tomto mistrovství startovali děvčata narozená v roce 1996 nebo 1997 a chlapci narozeni v letech 1994 a 1995. Šampionát byl organizován evropskou plaveckou federací LEN.

## Výsledky

### Junioři
| Disciplína             | Zlato                                                                          | Zlato      | Stříbro                                                                  | Stříbro  | Bronz                                                                         | Bronz    |
| ---------------------- | ------------------------------------------------------------------------------ | ---------- | ------------------------------------------------------------------------ | -------- | ----------------------------------------------------------------------------- | -------- |
| 50 m volný způsob      | Maxmilian Oswald Německo                                                       | 22.28      | Volodymyr Suschyk Ukrajina                                               | 22.60    | Bogdan Plavin Ukrajina                                                        | 22.63    |
| 100 m volný způsob     | Maxmilian Oswald Německo                                                       | 49.68      | Stepan Surkov Rusko                                                      | 50.27    | Oscar Ekstroem Švédsko                                                        | 50.35    |
| 200 m volný způsob     | Riccardo Maestri Itálie                                                        | 1:48.62    | Maximilian Oswald Německo                                                | 1:49.55  | Christian Scherübl Rakousko                                                   | 1:49.67  |
| 400 m volný způsob     | Gabriele Detti Itálie                                                          | 3:49.67    | Matthew Johnson Velká Británie                                           | 3:51.04  | James Guy Velká Británie                                                      | 3:51.84  |
| 800 m volný způsob     | Rob Muffels Německo                                                            | 7:59.43    | Antonio Arroyo Perez Španělsko                                           | 8:01.65  | Marcin Kaczmarski Polsko                                                      | 8:02.13  |
| 1500 m volný způsob    | Gabriele Detti Itálie                                                          | 15:11.41   | Rob Muffels Německo                                                      | 15:18.82 | Antonio Arroyo Perez Španělsko                                                | 15:21.89 |
|                        |                                                                                |            |                                                                          |          |                                                                               |          |
| 50 m znak              | Niccolo Bonacchi Itálie                                                        | 25.46      | Tomes Zamir Izrael                                                       | 25.76    | Viktor Staselovich Bělorusko Nikita Ulyanov Rusko                             | 25.88    |
| 100 m znak             | Andrei Shabasov Rusko                                                          | 55.24      | Fabio Laugeni Itálie                                                     | 55.31    | Niccolo Bonacchi Itálie                                                       | 55.63    |
| 200 m znak             | Joseph Patching Velká Británie                                                 | 1:59.45    | Luca Mencarini Itálie                                                    | 1:59.66  | Danas Rapsys Litva                                                            | 2:00.12  |
|                        |                                                                                |            |                                                                          |          |                                                                               |          |
| 50 m prsa              | Oleg Utekhin Rusko                                                             | 27.57      | Ross Murdoch Velká Británie                                              | 28.09    | Johannes Skagius Švédsko                                                      | 28.41    |
| 100 m prsa             | Danila Artiomov Moldávie                                                       | 1:01.60    | Johannes Skagius Švédsko                                                 | 1:01.61  | Craig Benson Velká Británie                                                   | 1:01.64  |
| 200 m prsa             | Marat Amaltdino Rusko                                                          | 2:13.15    | Ross Murdoch Velká Británie                                              | 2:14.53  | Irakli Bolkvadze Gruzie                                                       | 2:15.46  |
|                        |                                                                                |            |                                                                          |          |                                                                               |          |
| 50 m motýlek           | Mihael Vukić Chorvatsko                                                        | 23.96      | Benjamin Proud Velká Británie                                            | 24.11    | Maxmilian Oswald Německo                                                      | 24.21    |
| 100 m motýlek          | Andreas Vazaios Řecko                                                          | 53.43      | Michal Poprawa Polsko                                                    | 53.48    | Albert Puig Garrich Španělsko                                                 | 53.77    |
| 200 m motýlek          | Matthew Johnson Velká Británie                                                 | 1:58.50    | Andrey Tambovskiy Rusko                                                  | 1:59.25  | Tobias Zajusch Německo                                                        | 1:59.78  |
|                        |                                                                                |            |                                                                          |          |                                                                               |          |
| 200 m polohový závod   | Albert Puig Garrich Španělsko                                                  | 2:00.95    | Andreas Vazaios Řecko                                                    | 2:01.73  | Phillipp Forster Německo                                                      | 2:01.94  |
| 400 m polohový závod   | Matthew Johnson Velká Británie                                                 | 4:17.26    | Kevin Wendel Německo                                                     | 4:21.50  | Semen Makovich Rusko                                                          | 4:21.86  |
|                        |                                                                                |            |                                                                          |          |                                                                               |          |
| 4×100 m volný způsob   | Rusko Alexey Amosov Stepan Surkov Maksim Startcev Aleksandr Popkov             | 3:20.82    | Německo Tim-Thorben Suck Tony Fitterer Noel Gogler Maximilian Oswald     | 3:21.18  | Německo Daniel Rzadkowski Filip Bujoczek Sebastian Szczepanski Michal Poprawa | 3:21.96  |
| 4×200 m volný způsob   | Itálie Andrea Mitchell D'Arrigo Gabriele Detti Damiano Corapi Riccardo Maestri | 7:19.56 CR | Německo Poul Zellmann Tim-Thorben Suck Maximilian Oswald Jacob Heidtmann | 7:23.19  | Rusko Maksim Startcev Alexander Dudik Stepan Surkov Aleksandr Popkov          | 7:23.79  |
| 4×100 m polohový závod | Itálie Fabio Laugeni Francesco Giordano Andrea Bazzoli Giacomo Ferri           | 3:41.36    | Rusko Andrei Shabasov Aleksandr Popkov Vsevolod Zanko Stepan Surkov      | 3:41.49  | Velká Británie Joseph Patching Sam Horrocks Craig Benson Leo Jaggs            | 3:42.82  |

### Juniorky
| Disciplína             | Zlato                                                                             | Zlato      | Stříbro                                                                       | Stříbro  | Bronz                                                                                       | Bronz    |
| ---------------------- | --------------------------------------------------------------------------------- | ---------- | ----------------------------------------------------------------------------- | -------- | ------------------------------------------------------------------------------------------- | -------- |
| 50 m volný způsob      | Anna-Stephanie Dietterle Německo                                                  | 25.40      | Rozaliya Nasretdinova Rusko                                                   | 25.65    | Nastja Govejsek Slovinsko                                                                   | 25.68    |
| 100 m volný způsob     | Mariya Baklakova Rusko                                                            | 55.08      | Anna-Stephanie Dietterle Německo                                              | 55.42    | Amelia Maughan Velká Británie                                                               | 55.64    |
| 200 m volný způsob     | Mariya Baklakova Rusko                                                            | 1:58.59    | Diletta Carli Itálie                                                          | 1:59.75  | Mie Nielsen Dánsko                                                                          | 1:59.91  |
| 400 m volný způsob     | Diletta Carli Itálie                                                              | 4:09.36 CR | Ksenia Yuskova Rusko                                                          | 4:12.28  | Camille Gheorghiu Francie                                                                   | 4:12.64  |
| 800 m volný způsob     | Maria Vilas Vidal Španělsko                                                       | 8:42.41    | Nikoleta Kiss Maďarsko                                                        | 8:43.03  | Flora Sibalin Maďarsko                                                                      | 8:45.00  |
| 1500 m volný způsob    | Leonie Antonia Beck Německo                                                       | 16:29.12   | Lena-Sophie Bermel Německo                                                    | 16:32.67 | Maria Vilas Vidal Španělsko                                                                 | 16:37.25 |
|                        |                                                                                   |            |                                                                               |          |                                                                                             |          |
| 50 m znak              | Mie Nielsen Dánsko                                                                | 28.51 CR   | Anna-Stephanie Dietterle Německo                                              | 28.73    | Jessica Fullalove Velká Británie                                                            | 28.99    |
| 100 m znak             | Mie Nielsen Dánsko                                                                | 1:00.87    | Jessica Fullalove Velká Británie                                              | 1:01.72  | Ambra Esposito Itálie                                                                       | 1:02.57  |
| 200 m znak             | Iuliia Larina Rusko                                                               | 2:11.07    | Iryna Glavnyk Ukrajina                                                        | 2:12.87  | Ambra Esposito Itálie                                                                       | 2:14.45  |
|                        |                                                                                   |            |                                                                               |          |                                                                                             |          |
| 50 m prsa              | Margarethe Hummel Německo                                                         | 31.55      | Sophie Taylor Velká Británie                                                  | 31.76    | Anna Sztankovics Maďarsko                                                                   | 31.98    |
| 100 m prsa             | Anna Sztankovics Maďarsko                                                         | 1:08.43    | Margarethe Hummel Německo                                                     | 1:09.33  | Julia Willers Německo                                                                       | 1:10.02  |
| 200 m prsa             | Molly Renshaw Velká Británie                                                      | 2:27.66    | Anna Sztankovics Maďarsko                                                     | 2:28.63  | Sophie Taylor Velká Británie                                                                | 2:29.55  |
|                        |                                                                                   |            |                                                                               |          |                                                                                             |          |
| 50 m motýlek           | Louise Hansson Švédsko                                                            | 26.53      | Svetlana Chimrova Rusko                                                       | 26.62    | Elena Czeschner Německo                                                                     | 27.14    |
| 100 m motýlek          | Svetlana Chimrova Rusko                                                           | 59.07      | Liliana Szilágyi Maďarsko                                                     | 59.91    | Christina Munkholm Dánsko                                                                   | 1:00.24  |
| 200 m motýlek          | Liliana Szilágyi Maďarsko                                                         | 2:10.53    | Elena Czeschner Německo                                                       | 2:12.10  | Rosalie Kaethner Německo                                                                    | 2:14.45  |
|                        |                                                                                   |            |                                                                               |          |                                                                                             |          |
| 200 m polohový závod   | Dalma Sebestyen Maďarsko                                                          | 2:16.09    | Iryna Glavnyk Ukrajina                                                        | 2:17.06  | Reka Gyorgy Maďarsko                                                                        | 2:17.20  |
| 400 m polohový závod   | Iuliia Larina Rusko                                                               | 4:44.70    | Maria Vilas Vidal Španělsko                                                   | 4:45.48  | Chloe Tutton Velká Británie                                                                 | 4:48.47  |
|                        |                                                                                   |            |                                                                               |          |                                                                                             |          |
| 4×100 m volný způsob   | Rusko Mariya Baklakova Rozaliya Nasretdinova Valeriya Kolotushkina Ksenia Yuskova | 3:43.12 CR | Velká Británie Grace Vertigans Harriet Cooper Chloe Tutton Amelia Maughan     | 3:45.18  | Nizozemsko Amy de Langen Rosa Veerman Denise van Ark Esmee Vermeulen                        | 3:45.51  |
| 4×200 m volný způsob   | Rusko Mariya Baklakova Ksenia Yuskova Anastasia Guzhenkova Valeriya Kolotushkina  | 8:06.85    | Itálie Diletta Carli Miriana Durante Gioelemaria Origlia Francesca Annis      | 8:11.56  | Španělsko Marta Ruiz Dominguez Fatima Gallardo Carapeto Maria Vilas Vidal Irene Andrea Lope | 8:11.94  |
| 4×100 m polohový závod | Rusko Iuliia Larina Valeriya Kolotushkina Anna Belousova Mariya Baklakova         | 4:07.61    | Velká Británie Jessica Fullalove Grace Vertigans Sophie Taylor Harriet Cooper | 4:08.40  | Německo Selina Hocke Elena Czeschner Margarethe Hummel Anna-Stephanie Dietterle             | 4:08.80  |

## Medailové pořadí
| Pořadí | Stát           | Zlato | Stříbro | Bronz | Celkem |
| ------ | -------------- | ----- | ------- | ----- | ------ |
| 1      | Rusko          | 12    | 6       | 3     | 21     |
| 2      | Itálie         | 7     | 4       | 3     | 14     |
| 3      | Německo        | 6     | 10      | 7     | 23     |
| 4      | Velká Británie | 4     | 8       | 7     | 19     |
| 5      | Maďarsko       | 3     | 3       | 3     | 9      |
| 6      | Španělsko      | 2     | 2       | 4     | 8      |
| 7      | Dánsko         | 2     | 0       | 2     | 4      |
| 8      | Švédsko        | 1     | 1       | 2     | 4      |
| 9      | Řecko          | 1     | 1       | 0     | 2      |
| 10     | Chorvatsko     | 1     | 0       | 0     | 1      |
| 10     | Moldávie       | 1     | 0       | 0     | 1      |
| 12     | Ukrajina       | 0     | 3       | 1     | 4      |
| 13     | Polsko         | 0     | 1       | 2     | 3      |
| 14     | Izrael         | 0     | 1       | 0     | 1      |
| 15     | Rakousko       | 0     | 0       | 1     | 1      |
| 15     | Bělorusko      | 0     | 0       | 1     | 1      |
| 15     | Francie        | 0     | 0       | 1     | 1      |
| 15     | Gruzie         | 0     | 0       | 1     | 1      |
| 15     | Litva          | 0     | 0       | 1     | 1      |
| 15     | Nizozemsko     | 0     | 0       | 1     | 1      |
| 15     | Slovinsko      | 0     | 0       | 1     | 1      |
| Total  | Total          | 40    | 40      | 41    | 121    |